# Рогов, Игорь Иванович
Игорь Иванович Рогов (род. 17 мая 1950, Баку, Азербайджанская ССР) — председатель Конституционного Совета Республики Казахстан (2004—2017). Доктор юридических наук, профессор.

## Биография
Родился 17 мая 1950 года в г. Баку. Русский.
Отец — Рогов Иван Григорьевич, ныне покойный, был военнослужащим, инженером-геологом. Мать — Тагильцева Валентина Степановна, ныне покойная, была педагогом.
Окончил юридический факультет Казахского государственного университета имени С. М. Кирова (1973), правовед.
Доктор юридических наук.
Тема докторской диссертации «Проблемы борьбы с экономической преступностью (уголовно-правовое и криминологическое исследование)» (1991). Профессор (с 1994).
Академик Академии социальных наук РК (с 2001).
Владеет казахским и немецким (разговорным) языками.
С 1967 по 1968 годы — станочник Алма-Атинского деревообрабатывающего комбината.
С 1973 года — следователь Ауэзовского районного отдела внутренних дел города Алма-Аты.
С 1975 года — ассистент, старший преподаватель, заместитель декана, доцент юридического факультета Казахского государственного университета имени С. М. Кирова.
С 1990 года — консультант, старший референт, заведующий сектором правоохранительных органов государственно-правового отдела Канцелярии Президента и Кабинета Министров РК.
С 1992 года — заместитель председателя Конституционного Суда РК.
С 1995 года — помощник Президента РК.
С 1997 года — Советник Президента РК.
С 2000 года — министр юстиции РК.
С 2002 года — заместитель руководителя Администрации Президента РК — начальник Государственно-правового Управления РК.
С 15 июня 2004 года — председатель Конституционного Совета РК; 15 июня 2010 года Указом Президента был оставлен на занимаемой должности на очередной срок. 14 июня 2016 года полномочия были продлены.
Президент Казахстанской криминологической ассоциации.
11 декабря 2017 года освобожден от занимаемой должности в связи с достижением пенсионного возраста.
14 декабря 2017 года назначен Заместителем Исполнительного директора Фонд Первого Президента Республики Казахстан.

## Научные труды
- Опубликовал более 90 научных и научно-популярных статей в казахстанских и зарубежных изданиях, учебно-методических пособий по уголовному праву.
- Является автором и соавтором учебных пособий и изданий:
  - Уголовное право Республики Казахстан (Институт Международного права и международного бизнеса «Данекер», г. Алматы, 1998);
  - Экономика и преступность (Алматы, 1991);
  - Толковый словарь Конституции РК («Жеті жарғы», г. Алматы, 1996);
  - Уголовное право Казахстана (особенная часть) (Учебник для ВУЗов, Алматы, ТОО «Баспа», 2001);
  - Уголовное право Республики Казахстан (общая часть), учебник (г. Алматы, 2003);
  - Уголовное право Республики Казахстан (особенная часть) (г. Алматы, 2003);
  - Конституционный контроль в Казахстане (Алматы, 2005);
  - Криминология: Учебник (ТОО «Казыгурт баспа», 2006)

## Награды, почётные звания
- Орден Достык 1 степени (2016)[6]
- Орден Достык 2 степени (2011)[7]
- Орден «Парасат» (2005)[8]
- Медаль «10 лет независимости Республики Казахстан»
- Медаль «Тынга 50 жыл»
- Медаль «Астана»
- Медаль «20 лет независимости Республики Казахстан» (14 декабря 2011)[9]
- Медаль «20 лет Ассамблеи народа Казахстана»[10]
- Почетное звание «Заслуженный деятель Республики Казахстан» («Қазақстанның еңбек сіңірген қайраткері») (1999)
- Ведомственная медаль Верховного Суда РК «Халықаралық ынтымақтастықты дамытуға косқан үлесі үшін» (За вклад в развитие международного сотрудничества) (2014)[11]
- Медаль «Конституциялық заңдылықты нығайтуға қосқан үлесі үшін» (За вклад в укрепление конституционной законности) (2017)[12]
- Ряд международных премий в области юриспруденции
- Лауреат международной премии «Фемида»